# Фараскатта
Фараскатта (осет. Фæрæскъæттæ) — село в Ирафском районе республики Северная Осетия — Алания. Входит в состав Махческого сельского поселения.

## География
Село расположено в Сонгутидонском ущелье, на правом берегу реки Айгамугидон, напротив Махческа.

## История
Село известно средневековым христианским храмом — Ильинской церковью

## Население
| 2002 | 2010 | 2021 |
| ---- | ---- | ---- |
| 18   | ↘16  | ↗25  |

## Инфраструктура
Традиционное занятие жителей — скотоводство, птицеводство.

## Достопримечательности
Святилище Уасила.
К объектам культурного наследия регионального значения (архитектура) относятся:
1. Жилая башня Дзагкоевых
2. Здание церкви

## Транспорт
Относится к местностям с низкой транспортной освоенностью и ограниченными сроками транспортной доступности (Закон Республики Северная Осетия-Алания от 21.01.1999 № 3-з «О труднодоступных и отдаленных местностях Республики Северная Осетия-Алания»).